# Yago Henrique Severino dos Santos
Yago Henrique Severino dos Santos (Belo Horizonte, 7 luglio 1995) è un calciatore brasiliano, centrocampista del Central-PE.

## Caratteristiche tecniche
È un mediano.

## Carriera
Cresciuto nelle giovanili dell'Atlético Mineiro, ha esordito il 13 febbraio 2016 in occasione del match del Campionato Mineiro pareggiato 0-0 contro il Guarani-MG.

## Statistiche

### Presenze e reti nei club
Statistiche aggiornate al 23 marzo 2018.
| Stagione        | Squadra          | Campionato      | Campionato | Campionato | Coppe nazionali | Coppe nazionali | Coppe nazionali | Coppe continentali | Coppe continentali | Coppe continentali | Altre coppe | Altre coppe | Altre coppe | Totale | Totale | Totale |
| Stagione        | Squadra          | Comp            | Pres       | Reti       | Comp            | Pres            | Reti            | Comp               | Pres               | Reti               | Comp        | Pres        | Reti        | Pres   | Reti   |        |
| --------------- | ---------------- | --------------- | ---------- | ---------- | --------------- | --------------- | --------------- | ------------------ | ------------------ | ------------------ | ----------- | ----------- | ----------- | ------ | ------ | ------ |
| 2016            | Atlético Mineiro | M1/MG+A         | 1+6        | 0          | CB              | 0               | 0               | CL                 | 0                  | 0                  | PL          | 0           | 0           | 7      | 0      |        |
| 2017            | Atlético Mineiro | M1/MG+A         | 5+24       | 0+1        | CB              | 3               | 0               | CL                 | 3                  | 0                  | PL          | 5           | 0           | 40     | 1      |        |
| 2018            | Atlético Mineiro | M1/MG+A         | 3+0        | 0          | CB              | 0               | 0               |                    | -                  | -                  |             | -           | -           | 3      | 0      |        |
| Totale carriera | Totale carriera  | Totale carriera | 39         | 1          |                 | 3               | 0               |                    | 3                  | 0                  |             | 5           | 0           | 50     | 1      |        |

## Palmarès

### Competizioni statali
- Campionato Alagoano: 1

CRB: 2022